# Makoto Ninomiya
Makoto Ninomiya (二宮 真琴, Ninomiya Makoto, 28 de maio de 1994) é uma tenista japonesa. Em simples, venceu um título no circuito ITF e foi número 280 do ranking. Em duplas, venceu um título de torneio WTA e foi vice-campeã de Roland Garros em 2018.

## Finais de Grand Slam

### Duplas: 1 (0 título, 1 vice)
| Término | Ano  | Torneio       | Piso   | Parceira   | Oponentes                             | Placar   |
| ------- | ---- | ------------- | ------ | ---------- | ------------------------------------- | -------- |
| Vice    | 2018 | Roland Garros | Saibro | Eri Hozumi | Barbora Krejčíková Kateřina Siniaková | 3–6, 3–6 |

## Finais de WTA

### Duplas: 5 (1 título, 4 vices)
| Legenda                             |
| ----------------------------------- |
| Grand Slam (0–1)                    |
| WTA Tour Championships (0–0)        |
| Premier Mandatory & Premier 5 (0–0) |
| Premier (0–0)                       |
| International (1–3)                 |

| Títulos por piso |
| ---------------- |
| Duro (1–3)       |
| Grama (0–0)      |
| Saibro (0–1)     |
| Carpete (0–0)    |

| Resultado | Data | Torneio                                  | Piso   | Parceira          | Oponentes                             | Placar                 |
| --------- | ---- | ---------------------------------------- | ------ | ----------------- | ------------------------------------- | ---------------------- |
| Vice      | 2016 | Jiangxi Open, Nanchang, China            | Duro   | Shuko Aoyama      | Liang Chen Lu Jingjing                | 6–3, 6–7(2–7), [11–13] |
| Campeã    | 2016 | Japan Women's Open, Tóquio, Japão        | Duro   | Shuko Aoyama      | Jocelyn Rae Anna Smith                | 6–3, 6–3               |
| Vice      | 2017 | Aberto da Malásia, Kuala Lumpur, Malásia | Duro   | Nicole Melichar   | Ashleigh Barty Casey Dellacqua        | 6–7 (5–7) , 3–6        |
| Vice      | 2018 | Hobart International, Hobart, Austrália  | Duro   | Lyudmyla Kichenok | Elise Mertens Demi Schuurs            | 2–6, 2–6               |
| Vice      | 2018 | Roland Garros, Paris, França             | Saibro | Eri Hozumi        | Barbora Krejčíková Kateřina Siniaková | 3–6, 3–6               |